# Заштита на интернету
Модерни рачунари управљају нашим новцем, здравством, железницом, авиосаобраћајем и сл. Од нас се очекује да верујемо у информационе технологије. Многе користи нашег партнерства са машинама су јасне. Међутим, потпуно поверење у модерну рачунарску технологију може да буде апсурдно и, у доста случајева, опасно. У сваком озбиљном систему данас се разматрају безбедносни изазови примене савремених информационих технологија: правне дилеме, етичка питања и ризици поузданости.

## Рачунарски криминал
Развој информационих технологија има утицаја на многе професије. Министарство унутрашњих послова користи специјализоване базе података у којима се складиште подаци о грађанима, моторним возилима, прекршајима, злочинима, криминалцима и сл. и на захтев се путем различитих упита над базом података добијају правовремене информације у многим комплексним случајевима.
Као и код употребе оружја, људи користе рачунаре као подршку свом послу, али врло често и за кршење закона. Рачунари су моћни алати у рукама криминалаца, а рачунарски криминал је рапидно растући проблем. Данас је рачунар у многим ситуацијама код криминалаца заменио класично оружје. Рачунарски криминал се често дефинише као било који злочин учињен захваљујући знању или коришћењем рачунарске технологије.
Нико не зна прави обим рачунарског криминала. Многи рачунарски злочини прођу неопажени. Они који се открију, често прођу непријављени зато што се компаније плаше да могу изгубити више због негативног публицитета него од стварног злочина.
Већину рачунарских злочина почине инсајдери компаније (запослени унутар компаније), а њих не пријављују властима, чак и када су ухваћени на делу. Да би се избегле незгоде, многе компаније прикривају рачунарске злочине које су починили њихови запослени и руководиоци. Организовани криминал је одавно прешао на рачунарску технологију. Експлозивни развој Интернета и сервиса за трговање и плаћање путем Интернета постали су мета рачунарског криминала, како Интернет везе, тако и рачунарски системи који су повезани на Интернет.

## Злонамерни софтвер
Још један вид рачунарског криминала је саботажа хардвера (енгл.Hardware) или софтвера (енгл.Software). Реч саботажа долази из почетака индустријске револуције, када су бунтовни радници искључили нове машине ударајући дрвеним ципелама, званим “саботи “, у зупчанике. Модерни рачунарски саботери за извршење деструктивног дела обично користе злонамеран софтвер (малвер (енгл.Malware), злонамеран софтвер). Злонамерни софтвер је скуп инструкција који се покрећу на корисниковом рачунару и чине да кориснички рачунар ради оно што нападач жели. Називи који су дати саботирајућим деструктивним програмима – вируси, црви и тројански коњу – звуче више налик биологији него технологији, а већина програма чак и имитира понашање живих организама.
| Типови                                     | Карактеристике | Примери                            |
| ------------------------------------------ | --- | ---------------------------------- |
| Вирус                                      | Инфицира хост фајл, само-копира се, у већини случајева му је потребан људски фактор да би се само-копирао (отварање фајла, читање мејла, бутовање система, или извршавање инфицираног програма).                                         | Michelangelo, CIH                  |
| Црв                                        | Шири се путем мреже, само-копира се, у већини случајева није му потребна људска интеракција да би се ширио. | Morris Worm, Code Red, SQL Slammer |
| Тројански коњ                              | Изгледа као користан програм, има прикривену малициозну сврху. | Setiri, Hydan                      |
| Адвер (енгл.Adware), Шпијун (енгл.Spyware) | Шпијун -шпијунски софтвер, Адвер-рекламни шпијунски софтвер, често се садрже у другим софтверима. | Gator, Save                        |
| Малициозни мобилни код                     | Чине га мали програми скинути са неког удаљеног система и покренути локално са минималним, или без учешћа корисника. Типично писани у: Јаваскрипт (енгл.Javascript), ВБСкрипт (енгл.Visual Basic script), Јава (енгл.Java) или Acti veX. | Cross Site Scripting               |
| Бекдор (енгл.Backdoor)                     | Заобилази сигурност система да би омогућио приступ нападачу | Netcat, VNC                        |
| Руткит (енгл.Rootkit)                      | Манипулише са срцем оперативног система, кернелом, скрива и ствара бекдор | Adore, Kernel Intrusion System     |
| Комбинован Малвер                          | Комбинација више различитих техника претходно приказаних да би се створио бољи малвер | Lion, Bugbear.B                    |

Многобројни су проблеми које може да произведе злонамерни софтвер, а неки од њих су:
- брисање осетљивих фајлова са хард диска (енгл.Hard disc),
- инфицирање корисничког рачунара на начин да он постаје “одскочна даска“ за даље ширење,
- крађа података (личне и финансијске природе),
- праћење активности на тастатури,
- праћење промена на десктопу,
- сакупљање података о навикама корисника,
- скривање фајлова, процеса и мреже,
- коришћење зараженог рачунара као складиште за додатне злонамерне кодове, украдене информације, пиратски софтвер и сл.

У свакодневном говору обично се не прави разлика између тројанских коња, вируса и црва - сви се називају рачунарски вируси. Ови програми чине живот компликованим и скупим за људе који зависе од рачунара. Истраживачи су идентификовали више од 18000 врста вируса, са појављивањем 200 нових сваког месеца.

### Вируси
Биолошки вирус не може да се сам репродукује, али може да освоји ћелије другог организма и употреби репродуктивни механизам сваке ћелије домаћина да направи своју копију. Нове копије напуштају домаћина и траже нове домаћине ради понављања процеса. Софтверски вирус функционише на исти начин. Шири се са програма на програм, или са диска на диск, и користи сваки заражени програм, датотеку или диск да направи што више својих копија. Софтвер вируса је обично скривен у оперативном систему рачунара или у апликативним програмима. Неки вируси не раде ништа осим репродукције, други приказују поруке на екрану рачунара, док остали уништавају податке или бришу дискове.
Вируси за Bиндоус (енгл.Windows) освајају само дискове са Bиндовс-ом, вируси за Мекинтош (енгл.Macintosh) освајају само Мекинтош дискове, итд. Постоје изузеци: Макро вируси каче себе на документа која садрже макрое – усађене програме за аутоматизовање задатака. Макро вируси могу да се шире преко рачунарских платформи ако су документа направљена и ширена коришћењем међуплатформских апликација – најчешће Microsoft Office (енгл.Microsoft Office) апликација. Макро вируси могу да се шире преко имејл (енгл.e-mail) прилога безазленог изгледа. Вируси раширени преко имејла-а се понекад називају имејл вируси.
Један од најпознатијих имејл вируса био је вирус Melissa из 1999. године. Melissa метод рада је типичан за имејл вирусе: Корисник рачунара прими „Важну поруку” од пријатеља: "Here is that document you asked for... don’t show it to anyone else". На пример, прикачен документ у МС Ворд-у (енгл.MS Word) садржи списак лозинки за порнографске Интернет сајтове. Међутим, он садржи нешто друго: макро вирус написан у Вижуал Бејсик (енгл.Visual Basic) скрипт језику уграђеном у МС офис.
Melissa се раширио као пожар међу Windows (енгл.Windows) системима, заразивши 90000 система за само неколико дана. Melissa није пројектована да оштети системе, али је нагли налет порука оборио неке емаил сервере. Аутора вируса Melissa, становника Њу Џерзија (енгл.New Jersey) стар 30 година, заљубљен у топлес играчицу Melissa је откривен и судски процесуиран.

### Тројански коњ
Тројански коњ је програм који може да ради нешто корисно док истовремено спроводи неко тајно деструктивно дело. Као у старој причи о дрвеном коњу који је увео Грчке војнике кроз капије Троје, софтверски тројански коњ крије правог непријатеља. Ови програми често имају имена налик игрицама или корисничким програмима. Када неискусни појединац преузме и покрене такав програм, он може обрисати фајлове, променити податке или проузроковати неки други вид штете. Неки саботери мреже користе тројанске коње да проследе тајне податке другим неовлашћеним корисницима.
Једна врста тројанског коња - логичка бомба је програмирана да нападне као реакција на одређен догађај или редослед догађаја. На пример, програмер може да угради логичку бомбу која је пројектована тако да уништи фајлове са подацима ако се програмер икада појави на списку отпуштених у фајлу персоналне службе компаније. Логичка бомба може да се активира када се улогује одређени корисник, унесе специјална шифра у поље базе података или корисник изврши одређен редослед радњи. Ако се логичка бомба активира догађајем повезаним са часовником, она се зове темпирана бомба. Добро је познат вирус са логичком бомбом, који је програмиран да уништи рачунарске фајлове са подацима на Микеланђелов рођендан.

### Црви
Налик вирусима, злонамерни софтвери познати под називом црви користе рачунаре домаћине да се репродукују. За разлику од вируса, програми црва преносе се независно преко рачунарских мрежа, тражећи незаражене радне станице у којима ће се репродуковати. Црв може да се репродукује све док се рачунар не блокира услед недостатка слободне меморије или простора на диску. Типичан сегмент црва налази се у меморији пре него на диску, тако да се црв може елиминисати потпуним искључивањем свих радних станица на мрежи.
Први познати црв направио је студент Универзитета Корнел у оквиру експеримента, 1988. године. Црв је случајно пуштен на Интернет и блокирао је 6000 рачунара широм САД. У лето 2001. године појавио се црв назван Code Red. Његова мета су били Интернет сервиси који раде под Мајкрософт серверима. Влада САД и Мајкрософт су послали упозорења о црву и направили бесплатне софтверске закрпе ради заштите сервера.

## Заштита од вируса на интернету
Заштита од малвер програма је једна велика грана ИТ индустрије, а свакако једна од најзначајнијих. У последње време заиста није лако заштитити систем, а нарочито Windows базиране операцијске системе од напада који “вребају на сваком кораку”. Да би се корисник успешно заштитио од вируса и црва потребан је одређен ниво знања и дисциплине у коришћењу рачунара, које у случају шпијуна и тројанаца често никад није довољно.
Борба против малвер програма се води на неколико фронтова. Најважније је да корисник буде свестан бар већине начина на које малвер програми могу изазвати инфекцију и да постигне ниво дисциплине како би успешно применио то знање.
Основни типови заштите су:
- Анти-вирусни програми,
- Анти-шпијунски програми,
- Заштитни зид (енгл.Firewall) системи,
- Имејл клијенти и сервери напредних карактеристика с препознавањем вируса и Спам-а (енгл.Spam).

### Антивирусни програми
Представљају први ниво заштите од вируса и тројанаца. То су софтверски пакети способни да детектују, издвоје и (или) елиминишу вирусе. Сви антивирусни програми састоје се из више целина. Један његов део "Монитор" је резидентан у меморији и осигурава непрестану заштиту од вируса, док други део "Скан" (енгл.Scan) омогућава скенирање целог система.
Антивируси су данас неопходан део софтвера који свако треба имати инсталиран на свом рачунару. Ови програми укључују различите начине надгледања и заштите рачунара од малициозног кода. Најчешће се ради о заштити у реалном времену и скенирању на захтев корисника, док модерне верзије ових програма нуде разне друге видове заштите од вируса који се шире путем Интернета.
Постоји доста компанија које развијају и нуде ове програме, а најпознатији међу њима су: Симантек (енгл.Symantec), Сопхос (енгл.Sophos), Панда, Касперски (енгл.Kaspersky)... Оне нуде допуну антивирусних дефиниција свакодневно. Досадашња пракса базирала се на петнаестодневном освежавању.
Број данас познатих вируса је око 65.000, с тим да се опасним сматра неколико стотина. Квалитетна заштита своди се на опрезност, употребу добрих антивирусних програма, редовно освежавање вирусних дефиниција.
Најпознатији и најчешће коришћени антивирусни програми су:
- Нортон Антивирус – Симантек, (енгл.Norton Antivurus- Symantec)
- НОД32,
- Софос Антивирус (енгл.Sophos Antivirus),
- Мсиафе (енгл.Mcaffee)
- Касперски Антивирус (енгл.Kaspersky antivirus),
- Аваст!,
- АВГ.

#### Нортон антивирус
Најпознатија антивирусна кућа на свету Симантек, стекла је светску славу управо по производу који се једноставно зове Нортон Антивирус, који је име добио по оснивачу фирме Питеру Нортону (енгл.Peter Notron).
Куповином лиценце стиче се право на годину дана бесплатних освежавања антивирус дефиниција, али и свих програмских обнова које се у том периоду појаве. За то се брине Лајв Упдeјт (енгл.Live Update) који дискретно сваки пут кад се спојимо на Интернет, провери постоји ли надоградња за програм или нове дефиниције.

#### Софос Антивирус
Софос Антивирус (енгл.Sophos Antivirus) већ дуже време чини фаворита из сенке на сцени пеницилин алата. Наравно, сенка је водећих Нортон и Мсиафе (енгл.Mcaffee)алата који су ипак за класу изнад Софоса.
За једноставан програм какав је овај мора се проћи инсталација која обичном кориснику и није тако једноставна. Након тога ће се програм сместити у меморију и очекивати нежељене нападе вируса.

#### НОД32
Једини антивирусни програм који се јасно разликује од осталих је НОД32. НОД32 се показао најбољим програмом са једва уочљивим нарушавањем перформанси. Један од доказа квалитета овог програма су и честе награде које добија. НОД32 већ је 17 пута добио награду 100% Вирус Булетина (енгл.Bulettin).
НОД32, кажу стручњаци Вирус Булетина, никад није пропустио нити један вирус, док се другим алатима догодило да их пропусте.

### Заштитни зид
Заштитни зид је софтвер или хардвер који проверава информације које долазе са Интернета или мреже и затим их блокира или им дозвољава да прођу до рачунара, у зависности од поставки заштитног зида. Заштитни зид може помоћи у спречавању хакера или злонамерног софтвера (као што су црви) да приступе рачунару путем мреже или Интернета. Он такође може помоћи при спречавању рачунара у слању злонамерног софтвера на друге рачунаре.

### Криптографске технике - шифровање/дешифровање
Обезбеђењем сигурности података се бави криптографија. Криптографија је наука која се бави методама очувања тајности информација. Основни елементи криптографије су:
- Шифровање - поступак трансформације читљивог текста у кодирани облик који је нечитљив.

- Дешифровање - поступак враћања шифрованог текста у првобитни облик.

- Кључ (шифра) - почетна вредност алгоритма којим се врши шифровање.

За поуздан пренос електронске поште се користе два система шифровања:
1. Шифровање тајним кључем,
2. Шифровање јавним кључем.

Шифровање тајним кључем (симетрично шифровање) је шифарски систем код кога је кључ за шифровање идентичан кључу за дешифровање. То значи да и пошиљалац и прималац поруке користе исти тајни кључ. Проблем овог начина шифровања је обезбеђење тајности кључа, јер ако би неко сазнао вредност кључа могао би да чита и модификује кодиране поруке.

Шифровање јавним кључем (асиметрично шифровање) решава проблем тајности кључа. У овом систему сваки учесник у комуникацији користи два кључа. Јавни кључ се може слободно дистрибуирати, а тајни кључ је доступан само његовом власнику. То значи да се може било коме послати шифрована порука, али само прималац својим тајним кључем може да дешифрује поруку.